# جورجوس زاولاس
جورجوس زاولاس (به یونانی: Γιώργος Τζαβέλας) (زادهٔ ۲۶ نوامبر ۱۹۸۷) بازیکن فوتبال اهل یونان است.
وی برای تیم ملی فوتبال یونان ۲۵ بازی انجام داده و ۲ گل به ثمر رسانده‌است. پست تخصصی این بازیکن نیز، مدافع است.